# 利蒼
利蒼（—前186年）是西漢初年吳氏長沙國相，初代軑侯。《史記》記載為利倉，《漢書》記載為黎朱蒼。1973年湖南省长沙市马王堆二号汉墓出土的印章顯示為利蒼。妻子是辛追。他於漢惠帝二年四月庚子（前193年5月17日）以長沙相封為軑侯，食邑七百戶。封地在江夏郡軑縣（今河南省罗山县和光山县之间，一说在今湖北省浠水县兰溪镇）。馬王堆二號墓為其墓葬。